# Tod in Texas
Tod in Texas ist ein Dokumentarfilm von Werner Herzog aus dem Jahr 2011.

## Handlung
Im Zentrum des Films stehen die verurteilten Mörder Michael Perry, der unmittelbar vor der Vollstreckung der Todesstrafe steht – er wurde am 1. Juli 2010 hingerichtet – und sein Komplize Jason Burkett, der eine lebenslange Haftstrafe verbüßt. Herzog rekonstruiert die Morde, die zu den Verurteilungen führten, zeigt die Schuldzuweisungen und Rechtfertigungen der Täter; er schildert ihre Lebensgeschichten und Milieus in Interviews mit ihren Familien und Lebenspartnern, aber auch die der Opfer und ihrer Hinterbliebenen. In Gesprächen mit Polizeiangehörigen und einem Gefängnispfarrer zeigt sich ein Bild des US-Justizsystems und der Realitäten der Todesstrafe.

## Hintergrund
Herzog hatte schon mit 17 einen Film über die Justizvollzugsanstalt Straubing drehen wollen, die Idee aber niemals ausgeführt. Tod in Texas entstand schließlich mit Finanzierung des US-Kabelsenders Investigation Discovery. Ursprünglich hatte Herzog die Fälle von fünf Todeskandidaten in Texas und Florida im Film behandeln wollen, konzentrierte sich aber dann ganz auf Perry. Aus dem übrigen Material entstand die TV-Miniserie Im Todestrakt.

## Veröffentlichung
Zwar wurde der Film bei seiner Premiere auf dem Toronto International Film Festival 2011 als politische Dokumentation gehandelt, Herzog verneinte jedoch eine politische Absicht. Seiner Ansicht nach habe er keinen Film gegen die Todesstrafe gedreht, auch wenn er diese ablehne. Sein Schwerpunkt sei eigentlich ein anderer.
Dennoch wurde, auch erklärtermaßen im Sinne Herzogs, die US-Premiere vom Verleih bereits auf den November des Jahres gesetzt, um den Film noch während der zu diesem Zeitpunkt stattfindenden gesellschaftlichen Todesstrafen-Debatte zu zeigen, die sich an der Kontroverse um die Hinrichtung von Troy Davis und am Jubel für Rick Perrys Todesstrafen-Rekord im Wahlkampf zu den republikanischen Präsidentschaftsvorwahlen entzündet hatte.

## Rezeption
Tod in Texas wurde von der Kritik positiv aufgenommen. Im Dezember 2011 hatte die Website Metacritic anhand von 27 Rezensionen eine Punktzahl von 74 von 100 errechnet. Der prominente US-Kritiker Roger Ebert nannte den Film die drittbeste Dokumentation des Jahres 2011 und führte ihn im Folgejahr ebenfalls in seiner Auswahl.

## Auszeichnungen
- London Film Festival 2011: bester Dokumentarfilm